# Pablo Camacho
Pablo Jesús Camacho Figueira (Caracas, 12 dicembre 1990) è un calciatore venezuelano, difensore del Deportivo Táchira.

## Carriera

### Club
Durante la sua carriera ha giocato principalmente con il Caracas, squadra in cui ha debuttato nel 2007.

### Nazionale
Nel 2009 ha partecipato sia al campionato sudamericano Under-20 che al Mondiale Under-20.
Conta varie presenze con la nazionale maggiore venezuelana.

## Palmarès

### Club

#### Competizioni nazionali
- Campionato venezuelano: 1

Deportivo Tachira: 2024